# Homopolímer
Un homopolímer en química orgànica, és un polímer sorgit d'una sola espècie (real, implícita o hipotètica) de monòmer.
L'etimologia deriva del grec: significa moltes parts iguals
El terme homopolímer s'oposa al de copolímer.
Hi ha diferents tipus d'homopolímers: lineals, embrancats, estelats, etc.
Un exemple d'homopolímer és el polietilè format per homopolimerització de l'etilè

## En genètica
En genètica un homopolímer és un concepte diferent i es refereix a una seqüència de bases (unitats bàsiques de l'ADN) idèntiques com AAAA o TTTTTTTT.